# Voltio
Julio Irving Ramos Filomeno (nascido em 20 de março de 1977 em Julio Ramos, Porto Rico) é um ex rapper portorriquenho de reggaeton, mas conhecido como Voltio.
Em 2014 Voltio decidiu abandonar a carreira de cantor de reaggeton para se dedicar à pregação do cristianismo. Atualmente Voltio é pastor evangélico.

## Discografia
Álbuns de estúdio
- 2003: Los Dueños del Estilo
- 2004: Voltage AC
- 2005: Voltio
- 2007: En lo claro

## Filmografia
- 2008: Feel the Noise
- 2009: Talento de Barrio